# MS Explorer of the Seas
Explorer of the Seas је крузер којим управља "Royal Caribbean International". Завршен је 28 септембра 2000. године, а на прво путовање је отишао 28 октобра 2000. године. Она може примити више од 3.000 гостију. У фебруару 2015. године је на распореду за примање "Ројал предност" надоградње која може обухватити отворено филмско платно, дигиталне сигнале... 